# ایگل ویژن
ایگل ویژن (Eagle Vision) خودرویی است که در سال‌های ۱۹۹۳ تا ۱۹۹۷در کانادا تولید شده‌است. طراحی آن خودروهای موتور جلو-محور جلو بوده وزن آن در حالت طبیعی ۳٬۳۷۱ پوند (۱٬۵۲۹ کیلوگرم) است. سیستم جعبه‌دندهٔ آن ۴ دنده به صورت خودکار است.